# 中平幸典
中平 幸典（なかひら こうすけ、1939年1月30日 - 2009年9月23日）は、日本の大蔵官僚。財務官。

## 人物
1957年、東京都立日比谷高等学校を経て、東京大学法学部第2類（公法コース）卒業。1963年（昭和38年）、大蔵省入省（為替局総務課）。同期に、小村武（日本政策投資銀行総裁、大蔵事務次官）、日高壮平（FISC理事長、国税庁長官）、西村吉正（銀行局長）、金野俊美（ヒメノ会長、印刷局長）、龍宝惟男（オーミケンシ社長、内閣審議官）、川嶋烈（茨城銀行頭取）、米沢潤一（政策研究院大教授、日銀理事、関税局長）、石坂匡身（大蔵財務協会理事長、損保協会副理事長、環境次官、理財局長）ら。
アジア開発銀行派遣職員を務め、海外経験は積んでいるものの、銀行局、証券局が長く、主に国内派としてキャリアを積んでいった。財務官時代は、通貨交渉の相手であるローレンス・サマーズとはそりが合わなかった。自由化なったロシアの市場経済へのテイクオフ策定に関わった一人である。
2005年6月には信金中央金庫理事長に就任し、2009年6月、健康上の理由から理事相談役に退く。同年9月23日、東京都新宿区富久町にある自宅マンションの敷地内の植え込みに転落し、死亡した。

## 略歴
- 1964年6月 大蔵省国際金融局国際機構課
- 1967年6月 大蔵省国際金融局国際収支課企画係長[5]
- 1968年7月 葛城税務署長
- 1969年9月 派遣職員（アジア開発銀行）
- 1972年7月 大蔵省証券局総務課長補佐
- 1973年11月 大蔵大臣秘書官事務取扱
- 1974年7月 大蔵省大臣官房調査企画課長補佐
- 1975年7月 大蔵省主計局主計官補佐（通産第一、二係主査）
- 1977年7月 大蔵省銀行局銀行課長補佐
- 1978年7月 大蔵省銀行局総務課長補佐（総括）[6]
- 1979年7月 大蔵省大臣官房企画官兼銀行局総務課
- 1980年6月 大蔵省主計局給与課長
- 1982年6月 大蔵省主計局主計官（外務、経済協力、通産担当）
- 1984年6月 大蔵省銀行局中小金融課長
- 1961年6月 大蔵省銀行局銀行課長
- 1987年6月 大蔵省銀行局総務課長
- 1988年6月 東海財務局長
- 1989年6月 大蔵省大臣官房審議官（証券局担当）兼関東財務局東京証券取引所監理官
- 1990年7月 大蔵省大臣官房審議官（証券局担当）
- 1991年7月 大蔵省国際金融局次長
- 1992年7月 大蔵省国際金融局長
- 1993年7月 財務官
- 1995年 大蔵省顧問
- 1997年 山一證券経済研究所理事長
- 1998年 国際経済研究所副理事長
- 2005年6月 信金中央金庫理事長
- 2009年6月 信金中央金庫理事相談役
- 2009年9月23日 死去。叙正四位、授瑞宝重光章。